# Catagramma columbiana
Catagramma columbiana är en fjärilsart som beskrevs av Otto Staudinger. Catagramma columbiana ingår i släktet Catagramma och familjen praktfjärilar. Inga underarter finns listade i Catalogue of Life.